# Take Your Mama
Take Your Mama is een single van de Amerikaanse band Scissor Sisters en is afkomstig van hun gelijknamige debuutalbum Scissor Sisters.

## Uitgave

### Nederland
1. Take Your Mama
2. The Backwoods Discoteque PT.II

### Engeland
12" (picture disc)
1. Take Your Mama
2. The Backwoods Forest Discotheque, PT. II
3. Take Your Mama (National Forest Remix)

"12"
1. Take Your Mama
2. Take Your Mama (Hot Chip Remix)
3. Take Your Mama (A capella)

## Trivia
- Take Your Mama staat ook op de Soundtrack van Fifa Football 2005.